# 小花山蚂蚱草
小花山蚂蚱草（学名：Silene jeniseensis f. parviflora）为石竹科蝇子草属山蚂蚱草下的一个变型。

## 扩展阅读
- 維基物種上的相關：小花山蚂蚱草